# Sueño polifásico
El sueño polifásico es la práctica de dormir durante múltiples períodos en el transcurso de 24 horas, en contraposición al sueño monofásico, donde se duerme de forma ininterrumpida dentro de las 24 horas. El sueño bifásico, también denominado bifurcado o bimodal, se refiere a dos períodos, mientras que polifásico generalmente significa más de dos. El sueño segmentado y el sueño dividido pueden referirse al sueño polifásico o bifásico, pero también pueden referirse al sueño interrumpido, donde el sueño tiene uno o varios períodos más cortos de vigilia, como era la norma para el sueño nocturno en las sociedades preindustriales.
Una forma común de sueño bifásico o polifásico incluye una siesta, que es un período breve de sueño, que generalmente se toma en las horas posteriores al almuerzo, como complemento del período habitual de sueño nocturno. El comportamiento de siesta durante el día es la forma más simple de sueño polifásico, especialmente cuando las siestas se toman de forma diaria.
El término sueño polifásico fue utilizado por primera vez a principios del siglo XX por el psicólogo J. S. Szymanski, quien observó las fluctuaciones diarias en los patrones de actividad. No implica ningún horario particular de sueño. El trastorno del ritmo circadiano conocido como síndrome de sueño-vigilia irregular es un ejemplo de sueño polifásico en humanos. El sueño polifásico es común en muchos animales y se cree que es el estado de sueño ancestral de los mamíferos, aunque los simios son monofásicos.

## El sueño polifásico en humanos
Un ejemplo cultural clásico de un patrón de sueño bifásico es la práctica de la siesta, generalmente tomada temprano en la tarde, a menudo después de la comida del mediodía. Ese período de sueño es una costumbre común en algunos países, particularmente en aquellos donde el clima es cálido. La siesta es habitual en todo el Mediterráneo y el sur de Europa, especialmente en España, Grecia e Italia, aunque también está presente en otras naciones como en China, India, Sudáfrica y, por influencia española, Filipinas y muchos países hispanoamericanos.
El historiador e investigador Roger Ekirch ha argumentado que antes de la Revolución Industrial, el sueño interrumpido era dominante en la civilización occidental. Extrajo evidencias de más de 500 referencias a un patrón de sueño segmentado en documentos del mundo antiguo, medieval y moderno. Otros historiadores, como Craig Koslofsky, han respaldado el análisis de Ekirch. Según el argumento de Ekirch, los adultos suelen dormir en dos fases distintas, unidas por un período intermedio de vigilia de aproximadamente una hora. Este tiempo se usaba para rezar y reflexionar e interpretar los sueños, que eran más vívidos a esa hora que al despertar por la mañana. Este también fue un momento favorito para que los eruditos y poetas escribieran sin interrupciones, mientras que otros visitaban a los vecinos, practicaban relaciones sexuales o cometían delitos menores. Ekirch sugiere que, debido al uso moderno de la iluminación eléctrica, la mayoría de los seres humanos en la actualidad no practican el sueño interrumpido; lo que más se asemeja es el sueño ligero realizado a primera hora de la tarde, conocido como siesta. El cerebro exhibe altos niveles de la hormona pituitaria prolactina durante el período de vigilia nocturna, lo que puede contribuir a la sensación de paz que muchas personas asocian con ella. Ekirch descubrió que los dos períodos de sueño nocturno se denominaban "primer sueño" (ocasionalmente "sueño muerto") y "segundo sueño" (o "sueño matutino") en la Inglaterra medieval. Descubrió que el primer y el segundo sueño también eran términos igualmente presentes en las lenguas romances, así como en el idioma de los tiv de Nigeria. En francés, el término común era premier sommeil o premier somme; en italiano, primo sonno y en latín, primo somno o concubia nocte. En francés antiguo, un término genérico equivalente es dorveille, fusión de las palabras dormir y veiller ("estar despierto"). Debido a que los miembros de las sociedades industrializadas modernas, con horas nocturnas facilitadas por la iluminación eléctrica, en su mayoría no practican el sueño interrumpido, Ekirch sugiere que pueden haberse malinterpretado y traducido mal estas referencias en la literatura. Una referencia al sueño bifásico en la Odisea se tradujo como "primer sueño" en el siglo XVII pero, si la hipótesis de Ekirch es correcta, se tradujo erróneamente universalmente a partir del siglo XX. La suposición moderna de que el sueño consolidado y sin despertares es la forma normal y correcta de dormir de los adultos humanos, puede llevar a las personas a consultar a sus médicos por temor a tener insomnio u otro trastorno del sueño. Si la hipótesis de Ekirch se confirma, sus preocupaciones podrían abordarse mejor asegurándoles que su sueño se ajusta a los patrones de sueño históricamente naturales.
Buckminster Fuller describió un régimen que consiste en siestas de 30 minutos cada seis horas. El breve artículo sobre el horario de siesta de Fuller, publicado en la revista Time en 1943, se refería a este horario de sueño como "sueño intermitente", afirmando que lo mantuvo durante dos años y señala que "tuvo que renunciar porque su horario entraba en conflicto con el de sus socios comerciales, que se empeñaban en dormir como los demás hombres".

## Patrones de sueño

Diferentes patrones de sueño (en inglés)
Ocho horas de sueño
Seis horas de sueño y siesta
Tres horas de sueño y tres de siesta
Veinte minutos de siesta cada cuatro horas
Media hora de siesta cada seis horas